# لس تولدو
لس تولدو (به اسپانیایی: Los Toldos) یک شهرک در آرژانتین است که در General Viamonte Partido واقع شده‌است. لس تولدو ۱۳٬۴۶۲ نفر جمعیت دارد و ۷۳ متر بالاتر از سطح دریا واقع شده‌است.